# 印度尼西亞共產黨
印度尼西亞共產黨，简称印尼共（PKI），是印度尼西亚历史上的一个政党。

## 历史
该党成立於1914年5月23日，当时取名为東印度社會民主聯盟，由荷兰社会主义活动家馬林創建；1920年5月23日，改名为东印度共产主义联盟；1924年，改名为印度尼西亚共产党。1925年12月25日，印度尼西亚共产党決定發動起事。1926年11月12日，巴达维亚（雅加达）和万丹省爆发起事。11月底，爪哇地区的起事被镇压。1927年1月1日，印度尼西亞共產黨组织又在西苏门答腊起事，1个月後被鎮壓。起事期間，约有1.3万人被捕，其中4500人被判徒刑，1300人被流放，一些印度尼西亞共產黨的领导人被杀。自第二次世界大戰結束，荷蘭殖民者撤退，印尼民族獨立運動高漲，印尼成功獨立後，總統蘇加諾傾向社会主义阵营，靠攏蘇聯和中國，因而導致印尼共的勢力迅速發展壯大，成为印度尼西亞建國初期的主要政黨之一。
1965年九三〇事件後，印尼共產黨遭到蘇哈托政權鐵腕鎮壓，總書記艾地被亲政府的军队枪決。1966年3月12日，苏哈托下令解散该党。
九三〇事件发生时，印尼共的一些干部正好在国外，因此幸免于难，他们在国外重新组织了印尼共的领导机构。阿尔巴尼亚首都地拉那成为印尼共流亡者的主要活动中心。印尼共的流亡组织一直维持到1991年苏联解体之际。

## 選舉表現
| 選舉               | 席位数   | 得票      | 百分比 |
| ------------------ | -------- | --------- | ------ |
| 1955年立法選舉     | 39 / 257 | 6,176,914 | 16.4%  |
| 1955年制憲會議選舉 | 80 / 514 | 6,232,512 | 16.47% |